# TDSEE

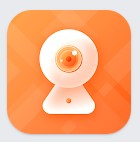
Aplicația TDSEE de la Tenda.

TDSEE este o aplicație gratuită de smartphone, de Android și iOS, pentru configurarea, monitorizarea, gestionarea, vizualizarea și partajarea cu alți utilizatori a camerelor IP și NVR-urilor marca Tenda, produse de Shenzhen Jixiang Tenda Technology Co., Ltd. (深圳市吉祥腾达科技有限公司), prescurtat Tenda (腾达).
Toate camerele IP de la Tenda funcționează cu această aplicație, și sunt cele din seria IT, RH, CH, CP, RP și altele, și toate NVR-urile.
Tenda Cloud Storage Service este serviciul de stocare în cloud pentru camerele IP Tenda este un serviciu de înregistrare plătit dezvoltat de Tenda Smart Cloud, care este mai sigur și mai convenabil în comparație cu metodele tradiționale de stocare (cum ar fi cardurile SD, HDD-urile). După activarea serviciului de stocare în cloud, camera va înregistra și va încărca automat înregistrările în cloud prin intermediul rețelei în timp real. Puteți accesa înregistrările în cloud prin aplicația TDSEE oricând și oriunde și puteți efectua operațiuni precum descărcarea și distribuirea, după cum este necesar. Serviciul de stocare în cloud este ușor, simplu, sigur și rapid. Se oferă stocarea videoclipurilor cu imagine în mișcare pe ultimele 7 sau 30 de zile cu abonament lunar, semestrial sau anual per cameră (per canal). Primele 3 luni după prima activare sunt gratuite, per canal (per cameră).